# Seznam nositelů Medaile města Liberec
Seznam nositelů Medaile města Liberec uvádí přehled osobností, jež toto ocenění získaly.
| Laureát             | Fotografie | Profese                                                                       | Datum udělení      | Důvod udělení                                                                     |
| ------------------- | ---------- | ----------------------------------------------------------------------------- | ------------------ | --------------------------------------------------------------------------------- |
| Jaroslav Tomsa      |            | profesor                                                                      | 4. června 1996     | za občanské zásluhy o město Liberec                                               |
| František Peterka   |            | herec                                                                         | 25. března 1997    | za občanské zásluhy o město Liberec                                               |
| Kateřina Neumannová |            | lyžařka                                                                       | 20. června 1998    | za reprezentaci města na zimních olympijských hrách 1998 v Naganu                 |
| Ludvík Středa       |            | básník a spisovatel                                                           | 23. června 1998    | za celoživotní dílo                                                               |
| Rudolf Anděl        |            | profesor                                                                      | 27. dubna 2004     | za vývoj a formování libereckého školství                                         |
| Milan Uherek        |            | dirigent                                                                      | 26. ledna 2006     | za mimořádnou, dlouholetou reprezentaci města v oblasti kultury a dětského zpěvu  |
| Stanislav Hnělička  |            | plukovník                                                                     | 28. února 2008     | za bojové zásluhy ve druhé světové válce                                          |
| Josef Janeček       |            | emeritní ředitel Zoologické zahrady Liberec                                   | 29. září 2016      | za mimořádný příspěvek při správě a rozvoji Zoologické zahrady Liberec            |
| Vladimír Zikmund    |            | epidemiolog                                                                   | 11. dubna 2017     | za mimořádné zásluhy v oboru epidemiologie                                        |
| Marta Kottová       |            | přeživší holokaust a předsedkyně Historické skupiny Osvětim                   | 23. června 2017    | za mimořádné zásluhy o rozvoj města v oblasti demokracie a lidských práv          |
| Ervín Šolc          |            | bývalý prezident Zemského shromáždění Němců v Čechách, na Moravě a ve Slezsku | 23. června 2017    | za mimořádné zásluhy o rozvoj města v oblasti demokracie a lidských práv          |
| Robert Kvaček       |            | historik                                                                      | 21. června 2018    | za mimořádné zásluhy v oboru historie                                             |
| Oldřich Jirsák      |            | vědec                                                                         | 21. června 2018    | za mimořádné zásluhy v oboru nanotechnologií                                      |
| Ladislav Dušek      |            | herec                                                                         | 18. června 2019    | zásluhy v oblasti kultury a za své občanské postoje                               |
| Karel Hájek         |            | muzikant a pedagog                                                            | 12. září 2019      | za mimořádné zásluhy o rozvoj města v oblasti kultury                             |
| Rudolf Mihulka      |            | hudebník, pedagog a kapelník                                                  | 12. září 2019      | za mimořádné zásluhy v oblasti vzdělávání a kultury                               |
| Petr Vostřák        |            | provozovatel kulturních a společenských akcí                                  | 12. září 2019      | za mimořádné zásluhy o rozvoj města v oblasti kultury (in memoriam)               |
| Oldřich Matouch     |            | bývalý ředitel Státního veterinárního ústavu v Liberci                        | 12. listopadu 2019 | za mimořádné zásluhy v oblasti veterinárního výzkumu                              |
| Jiří Drda           |            | bývalý liberecký primátor                                                     | 12. listopadu 2019 | za mimořádné zásluhy v oblasti rozvoje města                                      |
| Miloslav Studnička  |            | vědec a ředitel Botanické zahrady Liberec                                     | 18. června 2020    | za mimořádné zásluhy o rozvoj města v oblasti vědy a kultury                      |
| Stanislav Doubrava  |            | ředitel Naivního divadla Liberec                                              | 18. června 2020    | za mimořádné zásluhy o rozvoj města v oblasti kultury                             |
| Boris Joneš         |            | dirigent a sbormistr                                                          | 18. června 2020    | za mimořádné zásluhy o rozvoj města v oblasti kultury                             |
| Hana Seifertová     |            | publicistka a ředitelka Oblastní galerie Liberec                              | 17. září 2020      | za mimořádné zásluhy o rozvoj města v oblasti umění                               |
| Věra Vohlídalová    |            | ředitelka Krajské vědecké knihovny                                            | 17. září 2020      | za mimořádné zásluhy o rozvoj města v oblasti kultury, demokracie a lidských práv |
| Dagmar Helšusová    |            | politička a knihovnice                                                        | 17. září 2020      | za mimořádné zásluhy o rozvoj města v oblasti kultury, demokracie a lidských práv |
| Markéta Pechová     |            | handicapovaná dálková plavkyně                                                | 22. června 2021    | za mimořádné zásluhy o rozvoj města v oblasti sportu                              |
| Jaroslav Honců      |            | biatlonista a sportovní trenér                                                | 22. června 2021    | za mimořádné zásluhy o rozvoj města v oblasti sportu                              |
| Lumír Kučera        |            | gymnasta a sportovní trenér                                                   | 22. června 2021    | za mimořádné zásluhy o rozvoj města v oblasti sportu                              |
| Sonja Hefele        |            | propagátorka česko-německých vztahů                                           | 23. září 2021      | za mimořádné zásluhy o rozvoj města v oblasti demokracie a lidských práv          |
| Milena Hercíková    |            | spisovatelka a někdejší učitelka                                              | 19. října 2021     | za mimořádné zásluhy o rozvoj města v oblasti vzdělávání a literatury             |
| Vojtěch Pražma      |            | výzkumník a inovátor                                                          | 19. října 2021     | za mimořádné zásluhy o rozvoj města v oblasti vědy, výzkumu a inovací             |
| Jan Šebelka         |            | novinář a spisovatel                                                          | 2. prosince 2021   | za mimořádné zásluhy o rozvoj města v oblasti literatury a žurnalistiky           |
| Richard Lukáš       |            | lékař a ředitel Krajské nemocnice Liberec                                     | 2. prosince 2021   | za mimořádné zásluhy o rozvoj města v oblasti medicíny                            |
| Stanislav Taller    |            | lékař                                                                         | 2. prosince 2021   | za mimořádné zásluhy o rozvoj města v oblasti medicíny                            |
| Miloš Zapletal      |            | spisovatel a překladatel                                                      | 8. března 2022     | za přínos v oblasti čtenářství, výchovy mládeže, demokracie a lidských práv       |
| František Opletal   |            | arciděkan                                                                     | 22. března 2022    | za přínos v oblasti péče o kulturní a duchovní dědictví                           |
| Pavel Jelínek       |            | předseda Židovské obce Liberec                                                | 26. dubna 2022     | za mimořádné zásluhy o rozvoj města v oblasti demokracie a lidských práv          |
| Roman Karpaš        |            | spisovatel, výtvarník a nakladatel                                            | 26. dubna 2022     | za přínos v oblasti knižní tvorby a výtvarného umění                              |
| Blanka Konvalinková |            | ředitelka Krajské vědecké knihovny Liberec                                    | 26. dubna 2022     | za přínos v oblasti knihovnictví, literatury a na rozvoji čtenářství              |
| Václav Toužimský    |            | fotograf                                                                      | 26. dubna 2022     | za přínos v oblasti fotografie                                                    |
| Otakar Binar        |            | architekt                                                                     | 2. června 2022     | za zásluhy na realizaci horského hotelu Ještěd                                    |
| Jaroslava Brychtová |            | sochařka a sklářka                                                            | 2. června 2022     | za zásluhy na realizaci horského hotelu Ještěd                                    |
| Jiří Suchomel       |            | architekt a pedagog                                                           | 2. června 2022     | za přínos v oblasti architektury                                                  |
| Karel Wünsch        |            | sklářský výtvarník                                                            | 2. června 2022     | za zásluhy na realizaci horského hotelu Ještěd                                    |
| Petr Suchomel       |            | lékař                                                                         | 8. září 2022       | za přínos v oblasti medicíny                                                      |
| Jaroslav Šrám       |            | lékař                                                                         | 8. září 2022       | za přínos v oblasti medicíny                                                      |
| Miroslav Václavík   |            | strojař                                                                       | 8. září 2022       | za přínos v oblasti vědy a výzkumu ve strojním inženýrství a textilních strojích  |
| František Hercl     |            | pedagog, matematik a odbojář                                                  | 13. dubna 2023     | za přínos v oblasti vzdělávání                                                    |
| David Lukáš         |            | emeritní rektor Technické univerzity Liberec                                  | 31. května 2023    | za přínos v oblasti vzdělávání, vědy a výzkumu                                    |
| Eva Koudelková      |            | spisovatelka a nakladatelka                                                   | 31. května 2023    | za práci v oblasti vzdělávání a kultury                                           |
| Jaroslav Švihla     |            | malíř a grafik                                                                | 31. května 2023    | za přínos v oblasti umění                                                         |